# Bystryjówka (rejon różyński)
Bystryjówka (ukr. Бистріївка) – wieś w rejonie różyńskim obwodu żytomierskiego.